# Vezza (fiume)
Il Vezza è un fiume toscano che attraversa i comuni di Stazzema e Seravezza in provincia di Lucca.
Il Vezza nasce nel paese di Mulina, ai piedi dello sperone sul quale è adagiato il borgo di Culerchio; dalla confluenza a sinistra del canale di Picignana, proveniente dal versante di Stazzema e sgorgante dalle pendici del Monte Nona; mentre da destra riceve le acque del "Canale di Calcaferro", passante per l'omonimo borgo e che sgorga dal Monte Gabberi, scorrendo per l'omonima valle, nel quale confluisce a sinistra il canale di Pomezzana, che scorre dal Monte Matanna e accoglie le acque della fonte in località "al canale".
A Pontestazzemese, il Vezza riceve il contributo del Canale (o Torrente) del Cardoso, proveniente dal bacino delimitato dalle cime della Pania della Croce, del Monte Forato e del monte Nona.
Proseguendo verso valle, il fiume riceve il contributo del Canale del Giardino (o Rio di Cansoli) il cui Bacino è dominato dal monte Corchia.
Non si incontrano affluenti di rilievo fino a Seravezza, ove il Vezza confluendo con il torrente Serra dà origine al fiume Versilia.

## Idronimo
Il fiume Vezza prende il nome dalla seconda metà della denominazione della città di Seravezza il cui nome deriva a sua volta dal toponimo longobardo Sala Vetitia, che indicava un centro di scambi commerciali.
Nell'antico centro versiliese, infatti, il torrente Serra (che ha acquistato una "r" nella sua nuova denominazione) e il fiume Vezza confluiscono per dare origine al fiume Versilia che a sua volta darà il proprio nome a tutta l'area rappresentata dall'originario bacino idrografico del Versilia.